# Omega (pel·lícula)
Omega és una pel·lícula documental espanyola del 2016 dirigida pel productor musical i cinematogràfic Gervasio Iglesias i pel director José Sánchez-Montes. Fou produït per Sacromonte Films, Telecinco Cinema i Universal Music Spain, amb la col·laboració de Canal Sur.

## Sinopsi
El documental mostra el procés de gestació de l'àlbum Omega, un projecte inusual, anàrquic i sorprenent creat pel cantaor Enrique Morente i el grup de rock granadí Lagartija Nick el 1996, que es va convertir en un esdeveniment trencador i revolucionari que va fusionar la veu flamenca i les guitarres elèctriques amb la poesia de Federico García Lorca i les partitures de Leonard Cohen, una creació avantguardista que va generar tanta admiració com rebuig. El documental inclou l'arxiu sonor i audiovisual que es conserva de l'època recollint els processos de preproducció, producció i realització, així com nombrosos temes i documents inèdits fins aleshores vists ni escoltats.

## Repartiment
- Enrique Morente
- Estrella Morente
- Antonio Arias
- Tomatito
- Alberto Manzano
- Leonard Cohen
- Lee Ranaldo
- Laura García Lorca

## Crítiques
| «                                | "És un documental directe i aplicat que llança més llum sobre un artefacte ja de per si mateix lluminós. (...) Puntuació: ★★★ (sobre 5)" | » |
| — Quim Casas: Diari El Periódico | |   |

| «                        | "Atesta dignament sobre la genialitat d'un treball que va sofrir mesquineses i incomprensions abans i després d'arribar a les botigues, però que va complir (i compleix) de sobres el seu propòsit (...) Puntuació: ★★★½ (sobre 5)" | » |
| — Yago García: Cinemanía | |   |

| «                               | "La convencional alternança d'entrevistes amb els protagonistes i imatges del passat es beneficia d'un muntatge àgil i d'unes intervencions sucoses, entre l'emotivitat, la tècnica musical ben explicada i la gràcia innata d'alguns dels participants. (...) Puntuació: ★★★ (sobre 5)" | » |
| — Ricardo Aldarondo: Fotogramas | |   |

## Nominacions
Fou nominada al Goya a la millor pel·lícula documental i també al premi al millor documental als Premis Cinematogràfics José María Forqué.